# Kothagudem
Kothagudem es una ciudad y municipio situada en el distrito de Bhadradri Kothagudem en el estado de Telangana (India). Su población es de 79819 habitantes (2011). 

## Demografía
Según el censo de 2011 la población de Kothagudem era de 79819 habitantes, de los cuales 39001 eran hombres y 40818 eran mujeres. Kothagudem tiene una tasa media de alfabetización del 81,15%, superior a la media estatal del 67,02%: la alfabetización masculina es del 88,13%, y la alfabetización femenina del 74,54%.

## Clima
| Parámetros climáticos promedio de Bhadrachallam (Kothagudem) 1981–2010, extremes 1952–2012 | Parámetros climáticos promedio de Bhadrachallam (Kothagudem) 1981–2010, extremes 1952–2012 | Parámetros climáticos promedio de Bhadrachallam (Kothagudem) 1981–2010, extremes 1952–2012 | Parámetros climáticos promedio de Bhadrachallam (Kothagudem) 1981–2010, extremes 1952–2012 | Parámetros climáticos promedio de Bhadrachallam (Kothagudem) 1981–2010, extremes 1952–2012 | Parámetros climáticos promedio de Bhadrachallam (Kothagudem) 1981–2010, extremes 1952–2012 | Parámetros climáticos promedio de Bhadrachallam (Kothagudem) 1981–2010, extremes 1952–2012 | Parámetros climáticos promedio de Bhadrachallam (Kothagudem) 1981–2010, extremes 1952–2012 | Parámetros climáticos promedio de Bhadrachallam (Kothagudem) 1981–2010, extremes 1952–2012 | Parámetros climáticos promedio de Bhadrachallam (Kothagudem) 1981–2010, extremes 1952–2012 | Parámetros climáticos promedio de Bhadrachallam (Kothagudem) 1981–2010, extremes 1952–2012 | Parámetros climáticos promedio de Bhadrachallam (Kothagudem) 1981–2010, extremes 1952–2012 | Parámetros climáticos promedio de Bhadrachallam (Kothagudem) 1981–2010, extremes 1952–2012 | Parámetros climáticos promedio de Bhadrachallam (Kothagudem) 1981–2010, extremes 1952–2012 |
| Mes                                                                                        | Ene.                                                                                       | Feb.                                                                                       | Mar.                                                                                       | Abr.                                                                                       | May.                                                                                       | Jun.                                                                                       | Jul.                                                                                       | Ago.                                                                                       | Sep.                                                                                       | Oct.                                                                                       | Nov.                                                                                       | Dic.                                                                                       | Anual                                                                                      |
| ------------------------------------------------------------------------------------------ | ------------------------------------------------------------------------------------------ | ------------------------------------------------------------------------------------------ | ------------------------------------------------------------------------------------------ | ------------------------------------------------------------------------------------------ | ------------------------------------------------------------------------------------------ | ------------------------------------------------------------------------------------------ | ------------------------------------------------------------------------------------------ | ------------------------------------------------------------------------------------------ | ------------------------------------------------------------------------------------------ | ------------------------------------------------------------------------------------------ | ------------------------------------------------------------------------------------------ | ------------------------------------------------------------------------------------------ | ------------------------------------------------------------------------------------------ |
| Temp. máx. abs. (°C)                                                                       | 37.2                                                                                       | 40.6                                                                                       | 42.8                                                                                       | 46.4                                                                                       | 48.6                                                                                       | 47.5                                                                                       | 40.8                                                                                       | 38.2                                                                                       | 38.6                                                                                       | 38.2                                                                                       | 36.0                                                                                       | 35.2                                                                                       | 48.6                                                                                       |
| Temp. máx. media (°C)                                                                      | 30.8                                                                                       | 33.8                                                                                       | 37.2                                                                                       | 39.3                                                                                       | 40.9                                                                                       | 36.8                                                                                       | 32.7                                                                                       | 31.6                                                                                       | 32.8                                                                                       | 32.6                                                                                       | 31.3                                                                                       | 30.3                                                                                       | 34.2                                                                                       |
| Temp. mín. media (°C)                                                                      | 17.0                                                                                       | 19.9                                                                                       | 22.8                                                                                       | 25.5                                                                                       | 27.4                                                                                       | 26.5                                                                                       | 24.6                                                                                       | 24.4                                                                                       | 24.5                                                                                       | 22.9                                                                                       | 19.3                                                                                       | 16.9                                                                                       | 22.6                                                                                       |
| Temp. mín. abs. (°C)                                                                       | 8.4                                                                                        | 11.6                                                                                       | 14.0                                                                                       | 17.0                                                                                       | 18.6                                                                                       | 19.4                                                                                       | 20.0                                                                                       | 19.8                                                                                       | 19.6                                                                                       | 14.0                                                                                       | 10.0                                                                                       | 8.4                                                                                        | 8.4                                                                                        |
| Lluvias (mm)                                                                               | 5.8                                                                                        | 6.2                                                                                        | 11.2                                                                                       | 31.5                                                                                       | 41.2                                                                                       | 116.4                                                                                      | 293.7                                                                                      | 292.9                                                                                      | 156.6                                                                                      | 82.9                                                                                       | 19.4                                                                                       | 3.0                                                                                        | 1060.8                                                                                     |
| Días de lluvias (≥ 1 mm)                                                                   | 0.5                                                                                        | 0.4                                                                                        | 0.8                                                                                        | 1.5                                                                                        | 2.6                                                                                        | 7.0                                                                                        | 13.3                                                                                       | 13.0                                                                                       | 8.0                                                                                        | 4.1                                                                                        | 1.5                                                                                        | 0.3                                                                                        | 52.8                                                                                       |
| Humedad relativa (%)                                                                       | 56                                                                                         | 47                                                                                         | 44                                                                                         | 42                                                                                         | 39                                                                                         | 56                                                                                         | 74                                                                                         | 77                                                                                         | 77                                                                                         | 74                                                                                         | 68                                                                                         | 63                                                                                         | 60                                                                                         |
| Fuente: India Meteorological Department                                                    |                                                                                            |                                                                                            |                                                                                            |                                                                                            |                                                                                            |                                                                                            |                                                                                            |                                                                                            |                                                                                            |                                                                                            |                                                                                            |                                                                                            |                                                                                            |